# Сароб (район Рудаки)
Сароб (тадж. Сароб; до 2008 года — Шолипоя) — село в районе Рудаки Республики Таджикистан. Входит в состав джамоата (сельской общины) Зайнабобод района Рудаки.
Находится на расстоянии 12 км от райцентра (пгт. Сомониён) и 2 км от центра общины (село Комсомол).
Население — 4480 чел. (2017).